# Philippe Rozenberg
Philippe Rozenberg (1 april 1961) is een voormalig Belgisch politicus en lid van het Brussels Hoofdstedelijk Parlement.

## Levensloop
Rozenberg studeerde rechten aan de ULB. Na zijn studies werkte hij als persoonlijk medewerker bevoegd voor internationale betrekkingen op het kabinet van Paul Hatry, van 1983 tot 1985 minister van het Brussels Gewest in de regering-Martens V. Daarna werd hij bestuurder bij de Huisvestingsmaatschappij van het Brussels Gewest en werd hij actief in het zakenleven.
In 1982 werd hij voor de Parti Réformateur Libéral verkozen tot gemeenteraadslid van Sint-Jans-Molenbeek en bleef dit tot in 1993, toen hij wegens beroepsredenen ontslag nam. Vervolgens stapte hij over naar het extreemrechtse Front National en was voor deze partij van 1994 tot 2000 opnieuw gemeenteraadslid van Sint-Jans-Molenbeek.
Van 1995 tot 1999 was hij voor het FN lid van het Brussels Hoofdstedelijk Parlement en van het Parlement van de Franse Gemeenschap. Nadat hij in 1997 in verdenking werd gesteld voor corruptie (zie onder), ging hij in beide parlementen als onafhankelijke zetelen. Een jaar later moest Rozenberg het FN verlaten, omdat zijn parlementaire onschendbaarheid vanwege deze zaak dreigde te worden ingetrokken en de partijleiding niet geassocieerd wenste te worden met de rechtszaak die Rozenberg boven het hoofd ging. Na zijn parlementaire carrière vestigde Rozenberg zich in Thailand, waar hij actief werd als zakenman.